# Szimm al-Basal al-Kiblijja
Szimm al-Basal al-Kiblijja – miejscowość w Egipcie, w muhafazie Al-Minja, w dystrykcie Maghagha. W 2006 roku liczyła 10 196 mieszkańców.